# Peter Andreas Munch
Pour les articles homonymes, voir Munch.
Peter Andreas Munch, prononcé [muŋk] , (né le 15 décembre 1810 à Kristiania, mort le 25 mai 1863 à Rome) est un historien norvégien connu pour ses travaux sur la Préhistoire et le Moyen Âge norvégien et pour son travail monumental Det norske Folks Historie qui recouvre l'histoire de la Norvège de la Préhistoire jusqu'en 1397.
Même s'il est avant tout historien, Munch a joué un rôle considérable non seulement dans l'enseignement de l'histoire mais aussi en géographie, mythologie, linguistique et folkloristique. Il était l'oncle du peintre et graveur Edvard Munch.

## Biographie
Munch, en 1828, obtient son examen artium de manière très brillante puisqu'il obtient la note maximale dans douze matières. À l'université, il fait partie d'un cercle qui gravite autour de Anton Martin Schweigaard et Johan Sebastian Welhaven. Par la suite, il enseigne l'histoire à l'université de Christiania à partir de 1837, et devient professeur en 1841.
Dans le débat sur la langue norvégienne qui a cours au XIXe siècle, il s'est positionné pour la reformation de la langue norvégienne sur la base d'un dialecte « pur ».
De 1851 à 1863, il publie Det norske Folks Historie, où il rassemble toutes les sources disponibles à l'époque et donne une histoire détaillée de la Norvège, jusqu'au Moyen Âge. À la recherche d'informations sur le Moyen Âge norvégien, il vécut longtemps à Rome et a été l'un des premiers non-catholiques à avoir accès aux archives vaticanes. Il est mort à Rome, à l'âge de 52 ans ayant réussi à achever peu de temps avant son œuvre principale.
Munch est peut-être plus connu pour la théorie de l'immigration en Norvège, qui affirmait que les Norvégiens étaient venus du nord de la Norvège, tandis que les Danois et les Suédois étaient venus des pays du sud.
Dans ses travaux de recherches, il s'est plus interrogé sur la crédibilité des sources historiques, n'hésitant pas à les remettre en cause. Il était particulièrement inspiré dans cette démarche par des historiens allemands, tel Niebuhr.